# Buy side
Der Begriff Buy side ist ein Begriff aus dem Finanzbereich und beschreibt Unternehmen und Institutionen, die am Finanzmarkt als Käufer im Sinne von Kunde agieren. Dieses sind insbesondere auch (institutionelle) Investoren, Investmentfonds und Pensionskassen. Im Unterschied hierzu beschreibt der Begriff Sell side die Marktakteure, die Finanzprodukte als Vermittler zwischen Verkäufer und Käufer verkaufen (insbesondere Handels- und Investmentbanken).